# Le Cavalier noir (film, 1961)
Pour les articles homonymes, voir Le Cavalier noir.
Pour plus de détails, voir Fiche technique et Distribution.
Le Cavalier noir (titre original : The Singer Not the Song) est un film britannique réalisé par Roy Ward Baker, sorti en 1961.

## Synopsis
Le père Michael Keogh arrive au Mexique dans le village isolé de Quantana pour prendre la relève à la tête d'une congrégation catholique bien mise à mal par un criminel, l'impitoyable Anacleto ; mais il ignore à quel point le pays peut être dominé par celui-ci et sa bande. Anacleto, athée, interdit toute forme de culte et, lorsque le père Keogh veut tenir ses offices, il exerce des représailles en faisant assassiner des paroissiens. Keogh résiste à ses menaces, ce qui provoque un intérêt inhabituel d’Anacleto envers le prêtre. Le bandit engage même un dialogue métaphysique avec celui-ci en voulant lui faire admettre que ce qui est louable c’est « le chanteur (le prêtre) » et non pas « la chanson (la religion)… » Locha, l’une des ferventes pratiquantes, s’enfuit au moment où elle allait se marier avec un homme que ses parents lui destinaient, car la jeune femme est amoureuse du prêtre. Anacleto saisit cette occasion pour séquestrer Locha en voulant encore éprouver le père Keogh qui fait bien plus que de l’impressionner : il promet de libérer Locha si le prêtre reconnaît l’échec de sa congrégation… 

## Fiche technique
- Titre original : The Singer Not the Song
- Titre français : Le Cavalier noir
- En Belgique : Le fléau de Quantana
- Réalisation : Roy Ward Baker
- Scénario : Nigel Balchin d’après le roman d’Audrey Erskine Lindop The Singer Not The Song (Éditions Appleton Century Crofts, 1953)
- Assistants-réalisation : Stanley Hosgood, Anthony Wave, Donald Toms
- Décors : Alex Vetchinsky, Arthur Taksen
- Costumes : Yvonne Caffin, John Hilling
- Maquillages : George Blackler, Eddie Knight
- Coiffures : Stella Rivers
- Photographie : Otto Heller
- Son : Duddley Messenger, Gordon K. McCallum
- Montage : Roger Cherrill
- Musique : Philip Green
- Photographes de plateau : Norman Gryspeerdt, George Courtney Ward
- Production : Roy Ward Baker
- Directeur de production : Denis Holt
- Producteur associé : Jack Hanbury
- Producteur exécutif : Earl St. John
- Société de production : The Rank Organisation Film Productions Ltd (Royaume-Uni)
- Sociétés de distribution : Rank Film Distributors (distributeur d'origine), Warner Bros. Pictures (États-Unis), Agence Mondiale du Cinéma (France), Connaissance du Cinéma (France)
- Pays de production :  Royaume-Uni
- Tournage : 
  - Langue : anglais
  - Intérieurs : Pinewood Studios (Royaume-Uni)
  - Extérieurs : Torremolinos, province de Malaga (Espagne)
- Format : 35 mm — couleur par Eastmancolor — 2.35:1 CinemaScope — son monophonique
- Genre : drame
- Durée : 132 minutes
- Dates de sortie :
  - Royaume-Uni : 10 janvier 1961
  - France : octobre 1961
  - États-Unis : 2 mai 1962
- (fr) Classifications CNC : tous publics, Art et Essai (visa d'exploitation no 24656 délivré le 1er septembre 1961)
- Affiches : Jean Mascii (France), Giuliano Nistri (Royaume-Uni)

## Distribution
- Dirk Bogarde (VF : Jean-Louis Jemma) : Anacleto Comachi
- John Mills (VF : Michel Gudin) : Michael Keogh, le prêtre
- Mylène Demongeot (VF : Ell-même) : Locha de Cortinez
- Laurence Naismith (VF : Pierre Morin) : Vieil Oncle
- John Bentley (VF : Claude Péran) : l'officier de police
- Leslie French : le père Gomez
- Eric Pohlmann (VF : Jean-Henri Chambois) : le président
- Roger Delgado : De Cortinez, le père de Locha
- Jacqueline Evans (VF : Claire Guibert) : Dona Marian, la mère de Locha
- Selma Vaz Dias (VF : Hélène Tossy) : Chela
- Frank Sieman (VF : Georges Hubert) : Marco
- Serafina Di Leo : Jasefa
- Nyall Florenz : Vito
- Philip Gilbert : Phil Brown
- Lee Montague : Pepe
- Laurence Payne : Pablo
- Marjorie Forsyth
- Larry Taylor
- Eileen Way

## Autour du film
- La production britannique The Rank Organisation a d'abord idéalement songé à Marlon Brando pour le rôle d'Anacleto, mais a dû y renoncer pour différentes raisons. Par ailleurs, le scénario complexe et religieux du film posait des problèmes au réalisateur Roy Baker qui, n'étant pas catholique, pensait que d'autres cinéastes, comme Luis Buñuel, étaient mieux placés pour traiter le sujet. Finalement, après de longues tergiversations, Dirk Bogarde et lui ont été obligés, par leurs contrats avec la Rank, de tourner le film. Dirk Bogarde a accentué le caractère de son personnage en lui conférant une dégaine gay avec ses pantalons en cuir noir très ajustés[1].
- Mylène Demongeot livre un aperçu du tournage dans son autobiographie, Tiroirs secrets[2] :

« Nouveau film anglais, avec le metteur en scène Roy Ward Baker (qui a dirigé Marilyn Monroe dans Troublez-moi ce soir). Ma carrière est au zénith en Angleterre à ce moment-là…
Le film — The Singer Not the Song — Le Cavalier noir, en français, est censé se passer au Mexique. On tournera les intérieurs en studio à Pinewood, mais les trois quarts du film se feront en extérieurs, dans le sud de l’Espagne, aux environs de Torremolinos, près de Malaga. Je suis très contente. Le script est original et un peu scabreux pour l’époque : deux personnes, Dirk Bogarde, qui joue le bandit (quelle joie de le retrouver), et moi, une jeune fille assez enfantine, sommes amoureux du prêtre, le très beau Charlton Heston. Les situations sont souvent ambiguës et un peu glauques. Cela devrait donner, finalement, un film intéressant…
Je pars à Londres pour préparer et essayer les costumes et là, très mauvaise surprise, je dirais même catastrophe, j’apprends que Charlton Heston a été choqué par l’homosexualité du sujet et s’est retiré du projet à trois semaines du début du tournage. À la place, on nous donne un charmant petit homme, le comédien John Mills. Autour de la cinquantaine probablement, petit, le cheveu rare, un joli sourire… Un grand acteur très réputé, mais sur le plan du charisme sexuel… Bonjour !
Je suis horriblement déçue. Dirk aussi. Cela va enlever beaucoup de crédibilité à l’histoire… Comment peut-on abîmer à ce point un sujet en ne respectant pas l’histoire que l’on veut raconter au public ? (Aujourd’hui, j’aurais tendance à penser que les producteurs du film et le metteur en scène l’ont fait exprès pour que le film puisse passer la censure de l’époque… avec John Mills, il n’y avait pas de problème à craindre, aucun risque d’être interdit ! Ça m’arrivera encore d’être indignée dans ce métier et c’est tant mieux… Je ne serai jamais, je l’espère, quelqu’un d’indifférent.) […]
Retour à Londres pour les scènes d’intérieur. […] J’ai hâte que le film soit fini. Je suis déçue et j’ai trop de mal à paraître amoureuse de John Mills. Je fais de mon mieux, mais je crois que je suis plus sensible au personnage de bandit que joue Dirk Bogarde.
Le film, à l’arrivée, n’est évidemment pas du tout ce qu’il aurait dû être. Je me souviens de la grande première au Leicester Square, dans cette même salle où j’avais assisté au « désastre » de la Rivière Kwaï… ça se vaut comme soirée, sauf que notre film sera loin de connaître la même carrière. Pour nous, ce sera un bide. Tout le monde est déçu… on ne croit pas du tout à l’histoire d’amour triangulaire et c’est bien dommage.
Le sujet était fort hardi pour l’époque, d’ailleurs c’est un de mes films préférés très apprécié par Les Cahiers du cinéma, notre bible intellectuelle en ces années-là. »

## Accueil
L'Obs : « Western psychologique et oscarisable que la censure de l'époque a rangé au rayon de pépite bis retorse et jouissive à souhait. […] L'histoire de ce triangle amoureux liant un curé à poigne (John Mills, sosie buriné de Denis Brogniart), une riche nymphette (Mylène Demongeot, ruisselante d'érotisme) et un desperado méphistophélique (Dirk Bogarde, moulé dans un falzar en cuir très Village People) peut se voir comme un mix avant la lettre de L'Exorciste de William Friedkin et de Théorème de Pasolini. Le film fait sienne la perversité suave du personnage de Bogarde, merveille de tyran implacable et malicieux qui travestit ses crimes en accidents malencontreux et profère ses menaces dans une flopée de punchlines spirituelles. La violence est toujours hors-champ, les mots corrompent les âmes et la bienséance bourgeoise, pendant que des barrières morales (enfant assassiné, foi chrétienne viciée, mariage foulé aux pieds) tombent les unes après les autres dans un halo d'ironie et de férocité subtilement mêlées. […] Envisagé pour le rôle du curé, Charlton Heston est finalement remplacé par Mills, quinqua paisible dont le mojo discutable atténue la fibre homo du personnage. […] Une autre force du film : un charme kitsch dont la légèreté n’entame en rien sa diabolique intelligence ».  

## Vidéographie
Le Cavalier noir (The Singer Not the Song), Rimini Éditions, 2 février 2016, DVD zone 2, format 16/9 (CinemaScope 2.35:1 d'origine respecté), son mono Dolby Digital 2.0, VO sous-titres français et VF, 126 min : bonus, interviewes de l'auteur-réalisateur Jean-François Giré et de Mylène Demongeot.